# Federica Faiella
Federica Faiella (* 1. Februar 1981 in Rom, Latium) ist eine italienische Eiskunstläuferin, die im Eistanz startet.
Faiella begann im Alter von zehn Jahren mit dem Eiskunstlaufen. Ihr erster Eistanzpartner war Luciano Milo. Mit ihm gewann sie in der Saison 1997/98 das Grand-Prix-Finale der Junioren.
Nachdem Milo seine Karriere beendet hatte, wurde Massimo Scali ihr Eistanzpartner. Obwohl sie erst eine kurze Zeit zusammen trainiert hatten, konnten sich Faiella und Scali für die Olympischen Spiele 2002 in Salt Lake City qualifizieren. Dort belegten sie den 18. Platz. Im Jahr 2002 debütierten sie ebenfalls bei Europa- und Weltmeisterschaften, wo sie den 12. bzw. 16. Platz erreichten.
In das Jahr 2003 gingen Faiella und Scali erstmals als italienische Meister und erreichten mit dem achten Platz bei der Europameisterschaft erstmals eine Platzierung unter den besten Zehn bei Europameisterschaften. Ein Jahr später gelang ihnen dies auch bei den Weltmeisterschaften, wo sie Neunte wurden. Bei ihren zweiten Olympischen Spielen reichte es für sie in Turin nach einem Sturz im Originaltanz nur zum 13. Platz. Nach der olympischen Saison wechselten Faiella und Scali ihren Trainer und gingen nach Detroit, um mit Pasquale Camerlengo und Anschelika Krylowa zu arbeiten.
In der Saison 2008/2009 gewannen die Italiener die NHK Trophy und somit ihren ersten und einzigen Grand-Prix-Wettbewerb. Bei der Europameisterschaft 2009 errangen sie mit Silber hinter den Russen Jana Chochlowa und Sergei Nowizki ihre erste Medaille bei Europameisterschaften. Diesen Erfolg wiederholten sie bei der Europameisterschaft im darauffolgenden Jahr, diesmal hinter den Russen Oxana Domnina und Maxim Schabalin. Dabei entschieden sie sowohl den Originaltanz wie auch die Kür für sich.
Bei ihren dritten Olympischen Spielen wurden Faiella und Scali in Vancouver Fünfte. Danach erkrankte Federica Faiella und das Paar konnte erst vier Tage vor der Weltmeisterschaft auf das Eis zurückkehren. Dennoch gelang ihnen vor heimischem Publikum in Turin mit dem Erreichen von Bronze der Gewinn ihrer ersten und einzigen Medaille bei Weltmeisterschaften.
Nach der Weltmeisterschaft entschieden Faiella/Scali noch für ein Jahr weiterzumachen, mussten aber beim Cup of Russia aufgrund einer Rückenverletzung Scalis aufgeben. Bei der Europameisterschaft kehrten sie wieder zurück und wurden Fünfte. Am 15. März 2011 gab Scali das Karriereende des Eistanzpaares bekannt. Am 9. Mai erklärten Faiella und Scali ihren Rücktritt vom Rücktritt. Sie begründeten dies mit der beim Zuschauen der Weltmeisterschaft in Moskau gewonnenen Erkenntnis, immer noch konkurrenzfähig zu sein. ine ernsthafte Verletzung Failellas verhinderte jedoch die Teilnahme an Wettbewerben in der kommenden Saison und veranlasste sie, Anfang 2012 nun doch ihren endgültigen Rücktritt zu erklären.

## Ergebnisse

### Eistanz
(mit Massimo Scali)
| Meisterschaft / Jahr           | 2002  | 2003  | 2004  | 2005  | 2006  | 2007  | 2008  | 2009  | 2010  | 2011  |
| ------------------------------ | ----- | ----- | ----- | ----- | ----- | ----- | ----- | ----- | ----- | ----- |
| Olympische Winterspiele        | 18.   |       |       |       | 13.   |       |       |       | 5.    |       |
| Weltmeisterschaften            | 16.   | 11.   | 9.    | 9.    | 8.    | 9.    | 5.    | 8.    | 3.    |       |
| Europameisterschaften          | 12.   | 8.    | 6.    | 5.    | 7.    | 6.    | 4.    | 2.    | 2.    | 5.    |
| Italienische Meisterschaften   | 2.    | 1.    | 1.    | 1.    | 2.    | 1.    | 1.    | 1.    | 1.    | Z     |
| –                              |       |       |       |       |       |       |       |       |       |       |
| Grand-Prix-Wettbewerb / Saison | 01/02 | 02/03 | 03/04 | 04/05 | 05/06 | 06/07 | 07/08 | 08/09 | 09/10 | 10/11 |
| Grand-Prix-Finale              |       |       |       |       |       |       |       | 4.    |       |       |
| Skate America                  |       |       | 4.    |       |       |       | 3.    |       |       |       |
| Skate Canada                   | 7.    | 5.    |       |       |       | 3.    |       |       |       |       |
| Cup of Russia                  |       | 5.    | 5.    | 3.    |       |       |       |       |       | Z     |
| NHK Trophy                     |       |       |       |       |       |       |       | 1.    |       |       |
| Trophée Eric Bompard           |       |       |       | 5.    | 3.    | 3.    |       | 2.    |       |       |
| Cup of China                   |       |       |       |       | 6.    |       | 3.    |       | 3.    | 3.    |
| Bofrost Cup                    |       |       | 3.    |       |       |       |       |       |       |       |

- Z = Zurückgezogen